# Дискография The Smiths

## Студийные альбомы
| Год  | Альбом                                                                     | Высшие позиции в хит-парадах | Высшие позиции в хит-парадах | Высшие позиции в хит-парадах | Высшие позиции в хит-парадах | Высшие позиции в хит-парадах | Высшие позиции в хит-парадах | Высшие позиции в хит-парадах | Высшие позиции в хит-парадах | Высшие позиции в хит-парадах | Высшие позиции в хит-парадах | Высшие позиции в хит-парадах | Высшие позиции в хит-парадах | Высшие позиции в хит-парадах | Сертификации                      |
| Год  | Альбом                                                                     | АВС                          | БЕЛ                          | ВЕЛ                          | ГЕР                          | ЕВР                          | ИСП                          | ИТА                          | КАН                          | НИД                          | НОЗ                          | ФИН                          | США                          | ШВЕ                          | Сертификации                      |
| ---- | -------------------------------------------------------------------------- | ---------------------------- | ---------------------------- | ---------------------------- | ---------------------------- | ---------------------------- | ---------------------------- | ---------------------------- | ---------------------------- | ---------------------------- | ---------------------------- | ---------------------------- | ---------------------------- | ---------------------------- | --------------------------------- |
| 1984 | The Smiths - Дата выхода: 20 февраля - Лейбл: Rough Trade                  | 77                           | —                            | 2                            | —                            | 45                           | —                            | —                            | 65                           | 28                           | 9                            | —                            | 150                          | 44                           | Список : Золотой                  |
| 1985 | Meat Is Murder - Дата выхода: 11 февраля - Лейбл: Rough Trade              | 58                           | —                            | 1                            | 45                           | 29                           | —                            | —                            | 40                           | 39                           | 13                           | 23                           | 110                          | 27                           | Список : Золотой                  |
| 1986 | The Queen Is Dead - Дата выхода: 16 июня - Лейблы: Rough Trade             | 30                           | 6                            | 2                            | 33                           | 19                           | 21                           | 21                           | 28                           | 11                           | 17                           | 19                           | 70                           | 39                           | Список - : Платиновый - : Золотой |
| 1987 | Strangeways, Here We Come - Дата выхода: 28 сентября - Лейблы: Rough Trade | 28                           | 4                            | 2                            | 33                           | 16                           | —                            | 13                           | 27                           | 20                           | 14                           | 12                           | 55                           | 13                           | Список - : Золотой - : Золотой    |

## Сборники
| Год  | Детали                                                             | Высшие позиции в хит-парадах | Высшие позиции в хит-парадах | Высшие позиции в хит-парадах | Высшие позиции в хит-парадах | Высшие позиции в хит-парадах | Высшие позиции в хит-парадах | Высшие позиции в хит-парадах | Высшие позиции в хит-парадах | Высшие позиции в хит-парадах | Высшие позиции в хит-парадах | Высшие позиции в хит-парадах | Сертификации                           |
| Год  | Детали                                                             | АВС                          | БЕЛ                          | ВЕЛ                          | ЕВР                          | ИРЯ                          | ИСП                          | ИТА                          | НИД                          | НОЗ                          | ШВЕ                          | ЯПО                          | Сертификации                           |
| ---- | ------------------------------------------------------------------ | ---------------------------- | ---------------------------- | ---------------------------- | ---------------------------- | ---------------------------- | ---------------------------- | ---------------------------- | ---------------------------- | ---------------------------- | ---------------------------- | ---------------------------- | -------------------------------------- |
| 1984 | Hatful of Hollow - Релиз: 4 ноября - Лейбл: Rough Trade            | —                            | —                            | 7                            | 55                           | —                            | —                            | —                            | —                            | —                            | 28                           | —                            | Список - : 2×Платиновый - : Платиновый |
| 1987 | The World Won’t Listen - Релиз: - Лейбл: Rough Trade               | 25                           | —                            | 2                            | 12                           | —                            | —                            | —                            | —                            | —                            | 19                           | —                            |                                        |
| 1987 | Louder Than Bombs - Дата выхода: 28 февраля - Лейбл: Rough Trade   | —                            | —                            | 38                           | —                            | —                            | —                            | —                            | —                            | —                            | —                            | —                            | Список - : Платиновый - : Золотой      |
| 1992 | Best… I - Дата выхода: 28 февраля - Лейбл: WEA                     | —                            | —                            | 1                            | —                            | —                            | —                            | —                            | —                            | —                            | 45                           | —                            |                                        |
| 1992 | …Best II - Дата выхода: 28 февраля - Лейбл: WEA                    | —                            | —                            | 29                           | —                            | —                            | —                            | —                            | —                            | —                            | —                            | —                            |                                        |
| 1995 | Singles - Дата выхода: 28 февраля - Лейбл: WEA                     | —                            | —                            | 5                            | —                            | —                            | —                            | —                            | —                            | —                            | —                            | —                            |                                        |
| 2001 | The Very Best of The Smiths - Дата выхода: 28 февраля - Лейбл: WEA | —                            | —                            | 30                           | —                            | —                            | —                            | —                            | —                            | —                            | —                            | —                            |                                        |
| 2008 | The Sound of The Smiths - Дата выхода: 2 декабря - Лейбл: WEA      | —                            | —                            | 21                           | —                            | —                            | —                            | —                            | —                            | —                            | —                            | —                            | Список : Золотой                       |

## Синглы
| Год  | Сингл                                               | Высшие позиции в хит-парадах | Высшие позиции в хит-парадах | Высшие позиции в хит-парадах | Высшие позиции в хит-парадах | Высшие позиции в хит-парадах | Высшие позиции в хит-парадах | Высшие позиции в хит-парадах | Высшие позиции в хит-парадах | Сертификации                   | Альбом |
| Год  | Сингл                                               | AВС                          | БЕЛ                          | ВЕЛ                          | ИРЯ                          | НИД                          | НОЗ                          | ФИН                          | США. AC                      | Сертификации                   | Альбом |
| ---- | --------------------------------------------------- | ---------------------------- | ---------------------------- | ---------------------------- | ---------------------------- | ---------------------------- | ---------------------------- | ---------------------------- | ---------------------------- | ------------------------------ | ------ |
| 1983 | «Hand in Glove»                                     | —                            | —                            | —                            | —                            | —                            | —                            | —                            | —                            | Список : Серебряный            |        |
| 1983 | «This Charming Man»                                 | 52                           | —                            | —                            | —                            | —                            | —                            | —                            | —                            |                                |        |
| 1984 | «What Difference Does It Make?»                     | —                            | —                            | —                            | 12                           | —                            | —                            | —                            | —                            |                                |        |
| 1984 | «Heaven Knows I'm Miserable Now»                    | —                            | —                            | —                            | 11                           | —                            | —                            | —                            | —                            | Список : Серебряный            |        |
| 1984 | «William, It Was Really Nothing»                    | —                            | —                            | —                            | 8                            | —                            | —                            | —                            | —                            |                                |        |
| 1985 | «How Soon Is Now?»                                  | —                            | —                            | —                            | 5                            | —                            | —                            | —                            | —                            |                                |        |
| 1985 | «Shakespeare's Sister»                              | —                            | —                            | —                            | 11                           | —                            | —                            | —                            | —                            |                                |        |
| 1985 | «Barbarism Begins at Home»                          | —                            | —                            | —                            | —                            | —                            | —                            | —                            | —                            |                                |        |
| 1985 | «That Joke Isn't Funny Anymore»                     | —                            | —                            | —                            | 20                           | —                            | —                            | —                            | —                            |                                |        |
| 1985 | «The Boy with the Thorn in His Side»                | —                            | —                            | —                            | 15                           | —                            | —                            | —                            | —                            | Список : Золотой               |        |
| 1986 | «Bigmouth Strikes Again»                            | —                            | 38                           | —                            | —                            | 32                           | 40                           | —                            | —                            | Список - : Золотой - : Золотой |        |
| 1986 | «Panic»                                             | —                            | —                            | —                            | 7                            | 36                           | —                            | —                            | —                            |                                |        |
| 1986 | «Ask»                                               | —                            | —                            | —                            | 9                            | —                            | —                            | —                            | —                            |                                |        |
| 1992 | «Shoplifters of the World Unite»                    | —                            | —                            | —                            | 7                            | 95                           | —                            | 30                           | —                            |                                |        |
| 1992 | «Sheila Take a Bow»                                 | —                            | —                            | —                            | 3                            | —                            | —                            | —                            | —                            |                                |        |
| 1992 | «Girlfriend in a Coma»                              | —                            | —                            | —                            | 12                           | 44                           | 29                           | —                            | —                            |                                |        |
| 1995 | «I Started Something I Couldn't Finish»             | —                            | —                            | —                            | 13                           | —                            | —                            | —                            | —                            |                                |        |
| 1995 | «Last Night I Dreamt That Somebody Loved Me»        | —                            | —                            | —                            | 17                           | —                            | —                            | —                            | —                            |                                |        |
| 2017 | «Stop Me If You Think You've Heard This One Before» | 91                           | —                            | —                            | —                            | —                            | —                            | —                            | —                            |                                |        |
| 2017 | «This Charming Man»                                 | —                            | —                            | —                            | 9                            | —                            | —                            | —                            | —                            |                                |        |

## Видеоальбом
| Год  | Альбом                                     | Высшая позиция в хит-параде | Сертификации        |
| Год  | Альбом                                     | ВЕЛ                         | Сертификации        |
| ---- | ------------------------------------------ | --------------------------- | ------------------- |
| 1992 | The Complete Picture - Релиз: - Лейбл: WEA | 17                          | Список : Платиновый |

## Видеоклипы
| Год  | Песня                                | Режиссёр                 |
| ---- | ------------------------------------ | ------------------------ |
| 1983 | «This Charming Man»                  |                          |
| 1984 | «What Difference Does It Make?»      |                          |
| 1984 | «Heaven Knows I’m Miserable Now»     |                          |
| 1985 | «How Soon Is Now?»                   | Пола Гриф и Ричард Левин |
| 1985 | «The Boy with the Thorn in His Side» | Кен О’Нилл               |